# Heteropneustes fossilis
 Heteropneustes fossilis és una espècie de peix de la família Heteropneustidae i de l'ordre dels siluriformes.

## Morfologia
- Els mascles poden assolir 30 cm de longitud total.[2][3]

## Reproducció
És ovípar.

## Alimentació
És omnívor.

## Hàbitat
És un peix demersal i de clima tropical (21 °C-25 °C).

## Distribució geogràfica
Es troba a Àsia: des del Pakistan i Sri Lanka fins a Myanmar.

## Ús comercial
Té una gran demanda a causa del seu valor medicinal.